# Filip Zaleski
Filip Krzysztof Artur Zaleski herbu Dołęga (ur. 25 września 1836 we Lwowie, zm. 21 września 1911 w Truskawcu) – ziemianin, prawnik, polski polityk konserwatywny, namiestnik Galicji, minister do spraw Galicji, poseł na galicyjski Sejm Krajowy i do austriackiej Rady Państwa, szambelan papieski i dożywotni członek austriackiej Izby Panów.

## Życiorys
Ukończył gimnazjum we Lwowie (1853) i studia prawnicze z tytułem doktora na uniwersytecie w Wiedniu (1857). Po ukończeniu studiów praktykant koncepcyjny w dolnoaustriackim Namiestnictwie (1857-1858), następnie aktuariusz w urzędzie powiatowym w Baden w Dolnej Austrii (1858–1859) i adiunkt w Ministerstwie Spraw Wewnętrznych w Wiedniu (1859-1860). Po powrocie do kraju od 1860 pracował w Namiestnictwie Galicyjskim we Lwowie, najpierw jako koncypient (1860–1863) potem komisarz powiatowy (1863-1866) i szef biura prezydialnego (1866-1868). Miał opinię jednego z ulubionych współpracowników Namiestnika Agenora Gołuchowskiego (starszego). W latach 1868–1869 starosta powiatowy w Czortkowie, a następnie w Brzeżanach (1870–1871). Od 1871 do 1873 radca namiestnictwa i kierownik biura prezydialnego Namiestnictwa Galicyjskiego. Radca ministerialny w Ministerstwie do spraw Galicji (1873-1878), a następnie kierownik Ekspozytury Namiestnictwa Galicyjskiego w Krakowie (1878-1879). Potem pełnił funkcję wiceprezydenta Namiestnictwa (1879-1883) i Namiestnika Galicji (1883-1888). W rok po nominacji na namiestnika otrzymał od cesarza Franciszka Józefa tytuł rzeczywistego tajnego radcy, któremu przysługiwał prestiżowy tytuł ekscelencji. Jego działalność jako Namiestnika oceniano pozytywnie, czego wyrazem może być mowa pożegnalna marszałka Sejmu Jana Dzierżysława Tarnowskiego, który w 1888 potwierdził, iż w okresie jego rządów panował pełen harmonii stosunek pomiędzy krajową władzą rządową a Wydziałem Krajowym.
Od 11 października 1888 do 11 listopada 1893 był ministrem dla Galicji (bez teki) w rządzie Eduarda Taafego. Jego nominację po ustąpieniu Floriana Ziemiałkowskiego prasa konserwatywna na czele z "Czasem" i "Przeglądem Polskim" przyjęła entuzjastycznie podkreślając jego "cenne zalety" i ciesząc się na "początek nowej a da Bóg pomyślnej i płodnej ery". W okresie swego ministrowania - załatwił korzystnie dla galicyjskich ziemian ustawę propinacyjną, a także doprowadził do zatwierdzenia przygotowanej jeszcze przez Ziemiałkowskiego tzw. ugody indemnizacyjnej. Jak napisał jego podwładny Kazimierz Chłędowski niewiele dbał o urząd, ale mając dużo rutyny administracyjnej, nieraz więcej zrobił minister, który dużo siedzi w biurze, a mało się na rzeczy rozumie. Przy tym zaprzyjaźniony z kilku kolegami, uzyskał po przyjaźni nieraz coś, czego inni w drodze urzędowej uzyskać nie byli w stanie. Taafe go dość lekceważy, ale miał do niego sympatię. Swoją politykę wobec Galicji prowadził samodzielnie nie zawsze konsultując swoje posunięcia z kierownictwem Koła Polskiego. Ustąpił z funkcji w wyniku obalenia rządu Taafego.
Był posłem do galicyjskiego Sejmu Krajowego IV kadencji (10 marca 1881 – 21 października 1882), V kadencji (15 września 1883 – 26 stycznia 1889), VI kadencji (10 października 1889 – 17 lutego 1894), VII kadencji (28 grudnia 1895 – 9 lipca 1901), VIII kadencji (28 grudnia 1901 – 12 października 1907). Wybierany był z kurii IV (gmin wiejskich) w okręgu wyborczym nr 13 (Kosów-Kuty). Po raz pierwszy uzyskał mandat w wyborach uzupełniających po rezygnacji Ludwika Buszyńskiego. Był także posłem do austriackiej Rady Państwa VII kadencji (30 stycznia 1889 – 23 stycznia 1891) i VIII kadencji (9 kwietnia 1891 – 22 stycznia 1897). Wybierany w kurii I (wielkiej własności) z okręgu wyborczego nr 12 (Lwów-Gródek), po raz pierwszy został wybrany po rezygnacji Stanisława Starzyńskiego. Należał do grupy posłów konserwatywnych (podolaków) Koła Polskiego w Wiedniu, pełnił w nim funkcje wiceprezesa (27 lutego 1894 – 8 kwietnia 1894) i prezesa (8 kwietnia 1894 – 1 października 1896). Od 24 marca 1897 dożywotni członek Izby Panów, gdzie należał do polityków Prawicy (Gruppe der Rechten).

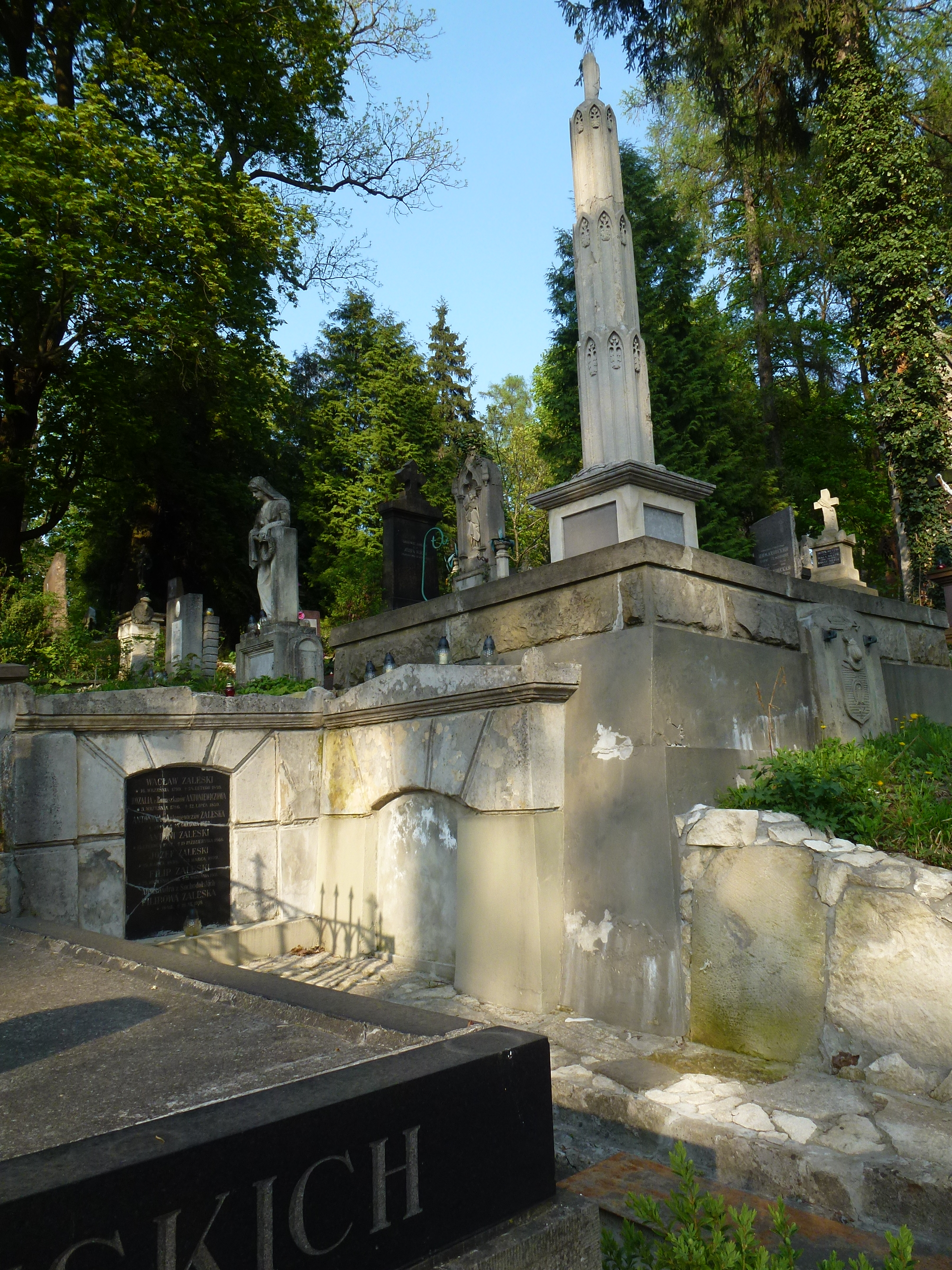
Grobowiec Zaleskich

Ziemianin, właściciel dóbr: klucza Skwarzawa z Lipnikaami w powiecie złoczowskim oraz Krzywe w powiecie brzeżańskim. W latach 1877–1884 członek Rady Muzeum Przemysłu Miejskiego we Lwowie, w latach 1880-1883 prezes Galicyjskiego Towarzystwa Muzycznego we Lwowie. Członek Towarzystwa Galicyjskiej Kasy Oszczędności we Lwowie.
Pochowany w grobowcu rodzinnym na Cmentarzu Łyczakowskim we Lwowie.

## Wyróżnienia
Komandor cesarskiego Orderu Leopolda (1879), kawaler Order Żelaznej Korony I klasy (1889) orderu Franciszka Józefa, oraz komandor papieskiego Orderu Świętego Grzegorza Wielkiego (1878) i rosyjskiego orderu św. Anny I klasy (1886). W 1890 otrzymał tytuł szambelana papieskiego, przyznany przez papieża Leona XIII

## Życie prywatne
Urodził się w rodzinie szlacheckiej Zaleskich z Otoka herbu Dołęga. Syn poety i zarazem ostatniego gubernatora Galicji Wacława Michała Zaleskiego (1799-1849) i Antoniny z Bołoz Antoniewiczów (1814-1862). Miał braci: Józefa (1838-1899) i Antoniego (1842-1866). Jego żoną była Aleksandra z domu hr. Suchodolska (1842-1918), z którą miał dzieci: Marię (1862-1893), żona Tadeusza Czarkowskiego-Golejewskiego), Teresę (ur. 1864, żonę Jana Kantego Jordana-Stojowskiego), Izydorę (1870-1937), Wacława Michała (1868-1913) i Antoninę (1873-1973, żonę Stanisława Dąmbskiego). Ze strony żony jego szwagrami byli Dawid Abrahamowicz, Kornel Krzeczunowicz i Edward Podleski. Jak pisał niechętny mu podwładny Chłędowski - w Wiedniu Zalescy prowadzili dom dość otwarty: dawali obiady, w zimie muzykalne wieczory, ale było tam niesłychanie nudno, pomimo że aż trzy córki były na wydaniu, dwie starsze, strasznie brzydkie, najmłodsza znośnie brzydka, piękność familijna. Ponieważ miały wszakże ładne posagi, więc powychodziły za mąż; najstarsza za Stojowskiego, najmłodsza za Dąmbskiego, obywatela w Rzeszowskiem, średnia panna Iza [...] wstąpiła do zakonu. Zaleski o ile możliwości w domu nie siedział; miał zawsze "sesje", to jest chodził w przeważnie kobiece towarzystwo albo do domów arystokratycznych wiedeńskich, chcąc mieć stosunki u wpływowych na dworze osobistości. [...] Rodzina Zaleskich była bardzo pobożna; pani i panny chodziły wciąż po kościołach, a Zalesio także mimo swych niewierności, którymi grzeszył wobec swojej żony, musiał z jej rozkazu chodzić do kościoła i do spowiedzi; do kościoła nawet szedł z wielką przyjemnością, na elegancką mszę do kościoła Św. Michała, bo tam robił przegląd wiedeńskich piękności.